# Rigoberto Rivas
 (janvier 2022).
Si vous disposez d'ouvrages ou d'articles de référence ou si vous connaissez des sites web de qualité traitant du thème abordé ici, merci de compléter l'article en donnant les références utiles à sa vérifiabilité et en les liant à la section « Notes et références ».
Rigoberto Rivas, né le 31 juillet 1998 à Balfate, est un footballeur international hondurien. Il joue au poste de milieu offensif ou d'ailier à Kocaelispor.

## Biographie

### En club
Passé par les jeunes de l'ACF Fiorentina et de l'AS Sestese Calcio, il rejoint l'AC Prato en 2013. Il débute en équipe première le 8 mai 2016 contre le Pro Savone Calcio (victoire à domicile 3-1).
Le 30 août 2016, il signe à l'Inter Milan mais il n'y joue aucun match officiel.
Le 31 août 2017, il est prêté à Brescia Calcio où il débute le 10 septembre contre Parma Calcio (victoire à l'extérieur 0-1) en entrant à la 64e à la place de Matteo Cortesi.
Le 21 juillet 2018, il est prêté au Ternana Calcio.
Le 2 septembre 2019, il est prêté à la Reggina. Le 27 août 2020, il prêté pour une deuxième saison par l'Inter Milan.
Le 27 février 2021, il se met en évidence en étant l'auteur d'un doublé en Serie B, sur la pelouse du S.P.A.L., permettant à son équipe de l'emporter 1-4 à l'extérieur. Il inscrit un total de cinq buts en championnat cette saison là.
Le 30 juin 2021, il s'engage avec la Reggina jusqu'au 30 juin 2025.

### En sélection
Il reçoit sa première sélection en équipe du Honduras le 5 juin 2019, lors d'une rencontre amicale contre le Paraguay (score : 1-1). Par la suite, le 11 septembre 2019, il se met en évidence en délivrant deux passes décisives lors d'un match amical contre le Chili (victoire 2-1).
Il participe ensuite à la Ligue des nations de la CONCACAF 2019-2020. Il joue six matchs lors de ce tournoi, qui voit le Honduras se classer troisième, en battant le Costa Rica lors de la "petite finale", après une séance de tirs au but.
Avec la sélection olympique, il participe aux Jeux olympiques d'été de 2020, organisés lors de l'été 2021 à Tokyo. Lors du tournoi olympique, il joue trois matchs, délivrant une passe décisive contre la Nouvelle-Zélande. Avec un bilan d'une victoire et deux défaites, le Honduras est éliminé dès le premier tour.